# Portoviejo

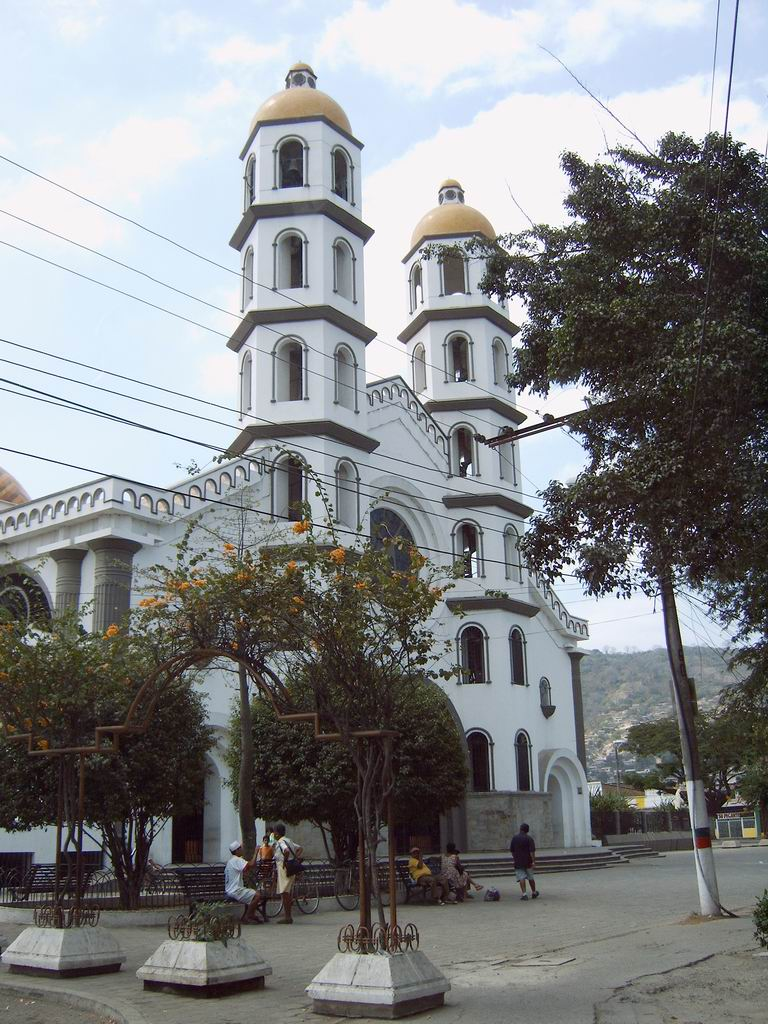
Katedra

Portoviejo – miasto w zachodnim Ekwadorze, w dolinie rzeki Portoviejo (uchodzi do Oceanu Spokojnego), ośrodek administracyjny prowincji Manabí. Około 250 tys. mieszkańców.
Miasto ucierpiało wskutek trzęsienia ziemi w roku 2016.
W mieście rozwinął się przemysł spożywczy oraz włókienniczy. Działa tu port lotniczy Reales Tamarindos.